# Mancınıkkale
Koordinaten: 36° 30′ 53″ N, 34° 3′ 24″ O

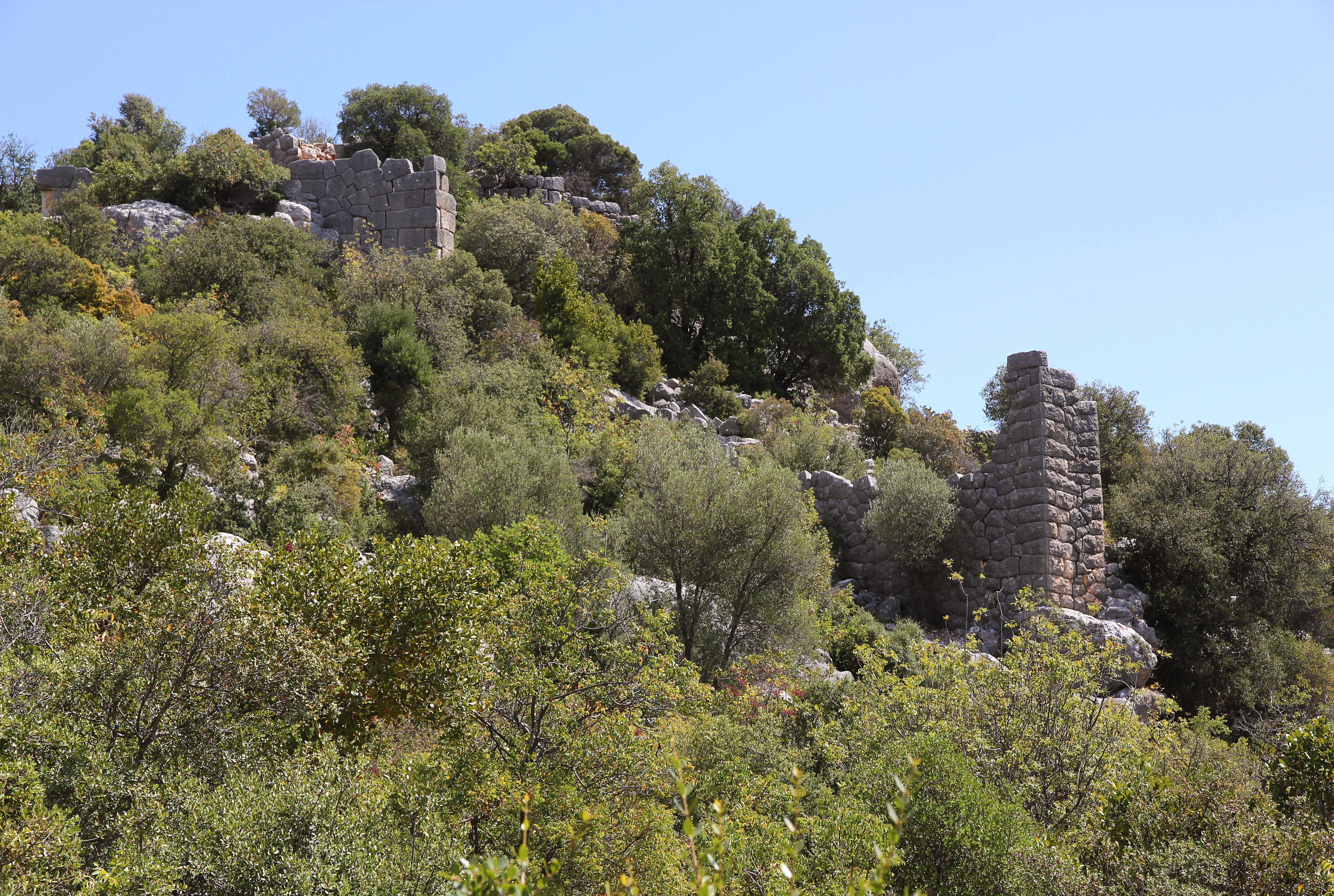
Akropolis von Mancınıkkale

Mancınıkkale, auch Mancılıkkale, ist eine antike Siedlung mit Festung aus hellenistischer Zeit im Rauen Kilikien in der Südtürkei.

## Lage
Mancınıkkale liegt im bergigen Hinterland von Kızkalesi, dem antiken Korykos, im Landkreis Silifke der Provinz Mersin, etwa 10 Kilometer nordwestlich von Kızkalesi und 20 Kilometer nordöstlich von Silifke. Sie steht westlich über dem Tal Şeytan Deresi, das sich von Kızkalesi bis Olba zieht. Von Narlıkuyu am Mittelmeer, etwa drei Kilometer westlich von Kızkalesi, verläuft eine Straße nach Nordwesten ins Landesinnere, vorbei an den Korykischen Grotten und der Kirche von Hasanaliler, über Ovacık und Keşlitürkmenli nach Uzuncaburç, dem antiken Olba. Etwa sechs Kilometer hinter Hasanaliler zweigt nach rechts ein Feldweg ab, der über Felder in ein ausgetrocknetes Flusstal führt, über dem sich der Burgberg erhebt.

## Beschreibung
Im unterhalb des Burgberges gelegenen Tal sind in der südlichen Talwand Felsengräber eingegraben, die heute als Lagerräume genutzt werden. Reste eines Säulenaltars mit Büstenreliefs sind im Tal erhalten, weiterhin finden sich Reste eines Grabhauses in Polygonalmauerwerk mit einer Inschrift. Serra Durugönül, die Mitte der 1990er-Jahre die Festung besuchte, berichtet von Statuenresten einer Frau und eines Löwen. Auf dem Gipfel des Burgbergs, der das Şeytan Deresi weit überblickt, ist ein 83 × 45 Meter großer Wohnbereich mit zahlreichen Wasserspeichern ummauert. Die Mauern sind in wenig behauenen Polygonalsteinen ausgeführt. Daran schließt sich im Nordwesten ein ummauerter Hof mit dem Eingang an, hier sind die Mauern geglättet. Eine Inschrift auf dem Türsturz des Eingangs ist nicht mehr lesbar. Von dort verlaufen weitere Mauern mit Höhen zwischen sechs und sieben Metern aus bossierten Polygonalblöcken bis ins Tal. Sie bilden an mehreren Stellen Scheintürme, also Mauerkarrees, die von weitem den Eindruck von Türmen erwecken. Auf einem von dieser Mauer herabgefallenen Stein ist eine schlecht lesbare Inschrift zu sehen, aus der hervorgeht, dass die Burg zur Zeit eines eponymen Beamten errichtet wurde. Nach der Form der Buchstaben wird die Inschrift ins 3. oder 2. Jahrhundert v. Chr. datiert. Unterhalb des unteren Scheinturms am Fuß des Berges befindet sich eine Nische mit einem Kriegerrelief.

## Forschungsgeschichte
Die erste Erforschung von Mancınıkkale nahm 1987 Levent Zoroğlu vor, bald darauf besuchten Friedrich Hild und Hansgerd Hellenkemper im Rahmen ihrer Kilikienreisen den Ort, schließlich beschrieb 1995/96 Serra Durugönül die Burganlage.

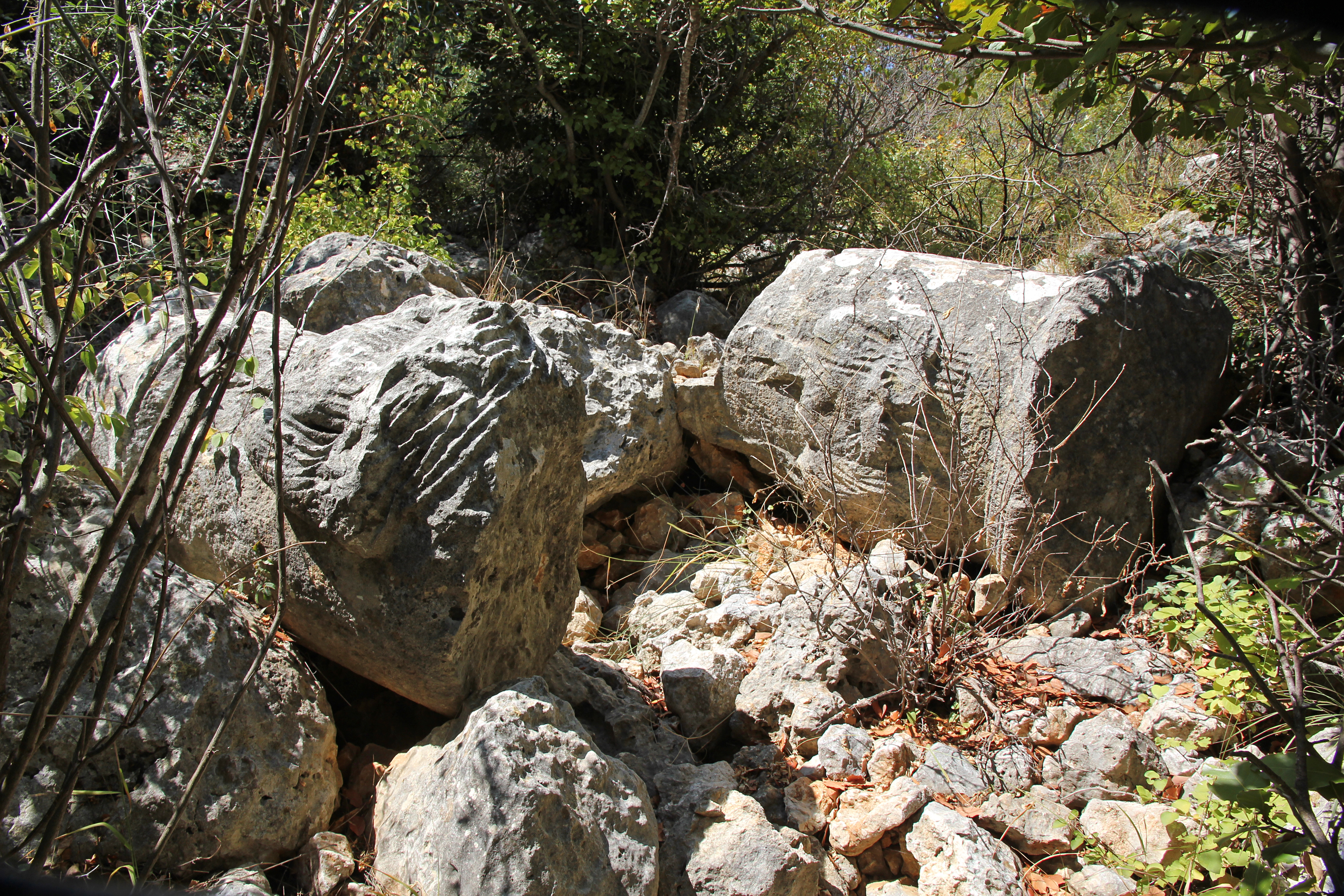
Säulenaltar mit Büstenreliefs
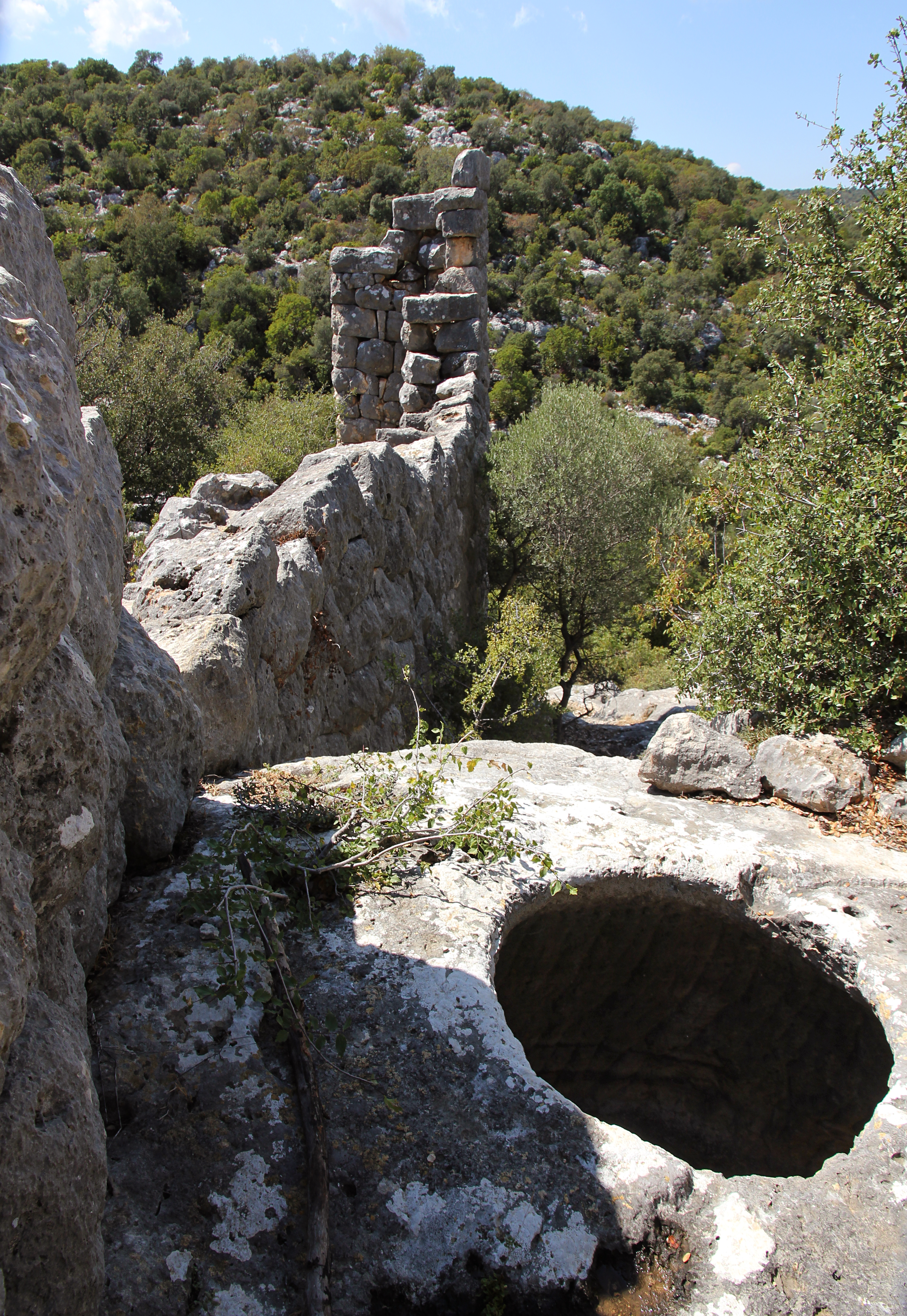
Untere Akropolismauer (Scheinturm) mit Zisterne
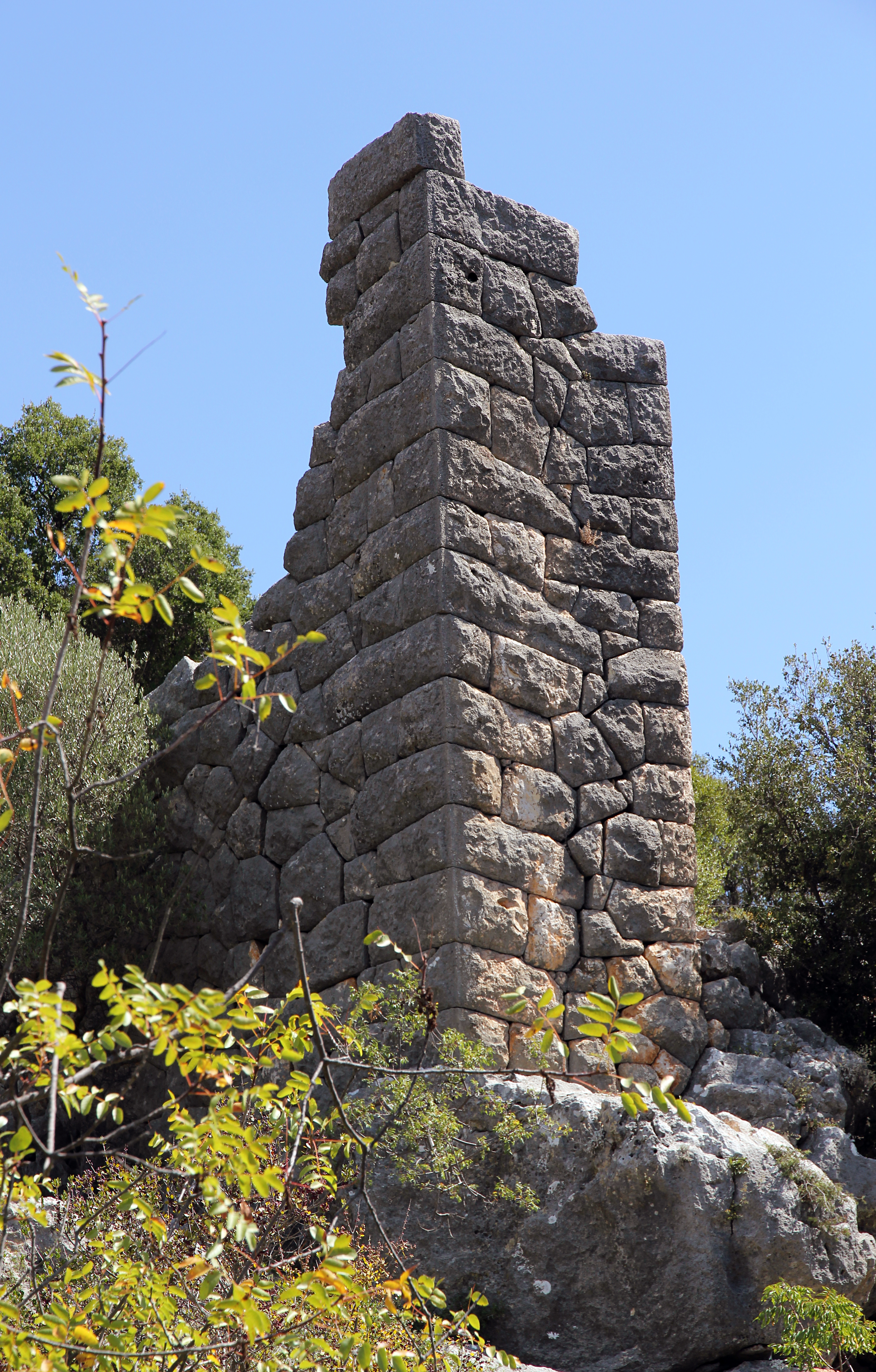
Scheinturm
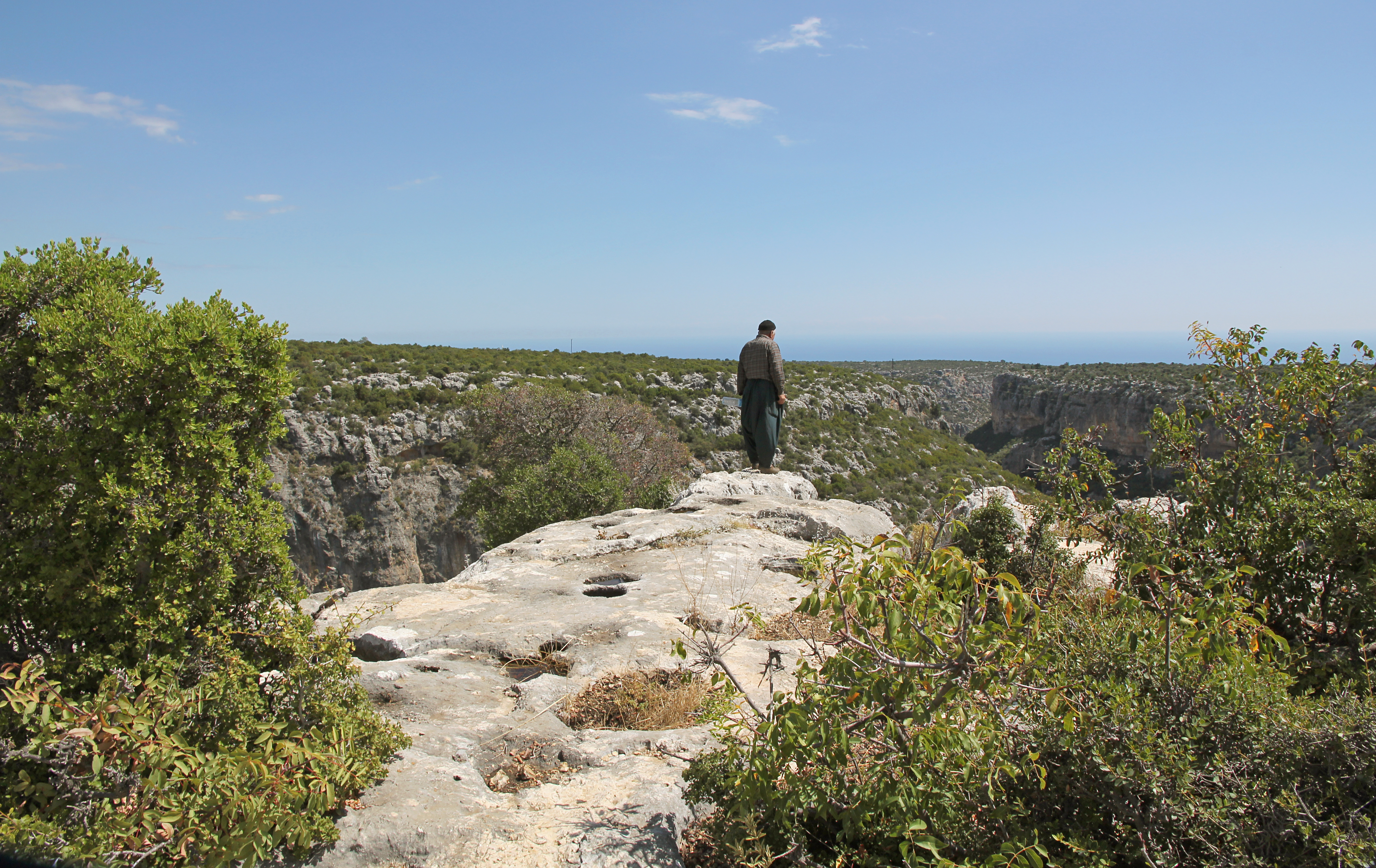
Oberes Plateau mit Blick ins Şeytan Deresi
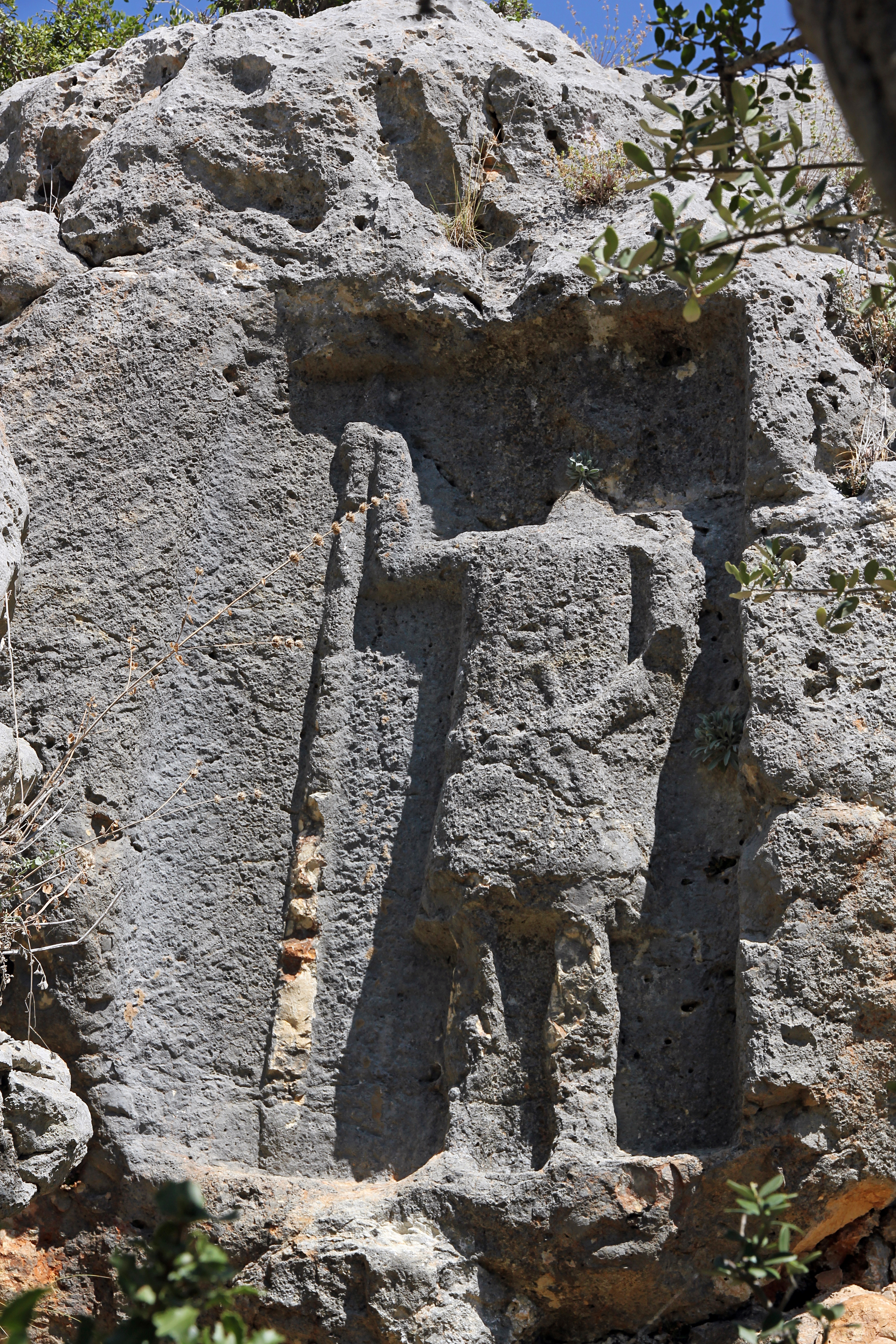
Kriegerrelief